# Heinjärvi
Heinjärvi eller Heinäjärvi är en sjö i Finland. Den ligger i kommunerna Somero och Lojo i landskapen Egentliga Finland och Nyland, i den södra delen av landet, 70 km nordväst om huvudstaden Helsingfors. Heinjärvi ligger 117,4 meter över havet. Den  ingår i Karisåns huvudavrinningsområde.  Sjön är 17,12 meter djup. Arean är 1,89 kvadratkilometer och strandlinjen är 13,25 kilometer lång. I omgivningarna runt Heinjärvi växer i huvudsak barrskog. Den sträcker sig 1,9 kilometer i nord-sydlig riktning, och 2,6 kilometer i öst-västlig riktning.

## Klimat
Trakten ingår i den boreala klimatzonen. Årsmedeltemperaturen i trakten är 1 °C. Den varmaste månaden är juli, då medeltemperaturen är 16 °C, och den kallaste är februari, med −13 °C.